# Нойман, Анджело
Анджело Нойман (нем. Angelo Neumann; 18 августа 1838, Вена — 20 декабря 1910, Прага) — австрийский оперный певец (баритон) и импресарио.

## Биография
Учился в Вене у Терезы Штильке-Сесси. Дебютировал на сцене в 1859 году в Кракове (по другим сведениям, в Берлине), затем пел в Эденбурге, Прессбурге, Данциге, в 1862—1876 годах был солистом Венской придворной оперы.
Завершив сценическую карьеру, Нойман в 1876—1882 годах возглавлял Лейпцигскую оперу, осуществляя также гостевые постановки в Берлине. На этом посту Нойман проявил себя как крупный пропагандист творчества Рихарда Вагнера. Прямым продолжением этой деятельности стал осуществлённый им в 1882—1883 годах крупнейший антрепризный проект: собрав труппу с участием ряда известных солистов (в частности, Антона Шотта) под руководством дирижёра Антона Зайдля, Нойман провёз её по разным европейским странам с постановками тетралогии «Кольцо Нибелунга» (135 спектаклей) и концертами из произведений Вагнера (около 50), включая первое исполнение тетралогии в Венеции. В 1883—1885 годах Нойман руководил Бременским городским театром, а с 1885 года и до смерти занимал пост директора Немецкой оперы в Праге. В 1889 году под руководством Ноймана прошли гастроли вагнеровской труппы в Санкт-Петербурге. В 1907 году вышли написанные им «Воспоминания о Рихарде Вагнере» (нем. Erinnerungen an Richard Wagner).

### Семья
Сын Ноймана от первого брака Карл Ойген Нойман стал одним из крупнейших германских буддологов.
Второй женой Ноймана была певица Иоганна Буска (1848—1922).